# Oxygen Generation System
Oxygen Generating System (OGS) – opracowany przez NASA generator tlenu używany na Międzynarodowej Stacji Kosmicznej, zainstalowany w module Destiny.

## Działanie OGS
System do produkcji tlenu używa metody elektrolizy. Woda pochodząca z systemu odzyskiwania wilgoci rozbijana jest na tlen i wodór. Tlen wpuszczany jest do atmosfery stacji, natomiast wodór wypompowywany jest na zewnątrz.

## Historia projektu
Pierwotnym systemem produkcji tlenu na ISS był Elektron produkcji rosyjskiej, używany wcześniej na stacji Mir, również działający na zasadzie elektrolizy. Ze względu na częste awarie, po dwutygodniowym przestoju w 2004 roku i konieczności dostarczenia nowej jednostki podjęto decyzję o przyspieszeniu prac nad urządzeniem amerykańskim. Urządzenie zostało dostarczone na ISS na pokładzie wahadłowca Discovery w ramach misji STS-121 w 2006 roku a pracę rozpoczęło 12 lipca 2007 roku. Wcześniej, w ramach spaceru kosmicznego przeprowadzonego przez astronautów z misji STS-117 zainstalowano zawór do usuwania wodoru.
W 2011 roku doszło do awarii generatora OGS, której przyczyną – jak podał dyrektor lotu Chris Edelen – była zbytnia kwasowość wody dodawanej do systemu. Przez kilka miesięcy potrzebnych do dostarczenia części zamiennych stacja polegała na generatorach Elektron i zapasach tlenu w butlach dostarczanych przez statki Progress i ATV.